# 스위트뮤직박스
스위트뮤직박스는 SBS 러브FM에서 매일 밤 12시부터 새벽 2시까지 방송되는 라디오 프로그램이다.

## 역사
1999년 9월 11일에 SBS 파워FM에서 첫방송을 시작했으며, 초대 진행자인 정지영이 2006년에 해외 소설의 대리 번역 논란으로 인해 2006년 10월 19일을 끝으로 진행자에서 물러나 정미선 아나운서가 2006년 10월 20일부터 2007년 4월 15일까지 진행하였다. SBS 파워FM의 봄 개편에 따라 잠정적으로 폐지되어 2007년 4월 16일부터 같은 해 11월 4일까지 이 시간에 《소유진의 러브러브》가 방송되었다.
2007년 3월에 검찰이 해당 소설책을 출판한 한경 BP에게 무혐의 처분을 내린 것을 계기로 그 해 11월 5일 이후 7개월만에 "스위트뮤직박스"가 부활하면서 정지영이 이 프로그램의 진행자로 복귀하였다. 2010년 봄 개편과 함께 2010년 3월 28일 정지영이 "스위트뮤직박스"의 진행자에서 완전히 떠났고 모델 출신 방송인 정가은이 진행을 맡게 되었다. 그러나, 1년 만에 SBS 파워FM이 봄 개편을 하면서 2011년 4월 3일을 끝으로 또 잠정 폐지되었다.
2013년 7월 1일에 SBS 라디오 개편으로 인하여 "스위트뮤직박스"가 SBS 러브FM에서 2년만에 다시 부활하였다. 하지만, 2016년 SBS 라디오 봄 개편으로 2016년 3월 25일 방송을 마지막으로 "스위트뮤직박스"는 대단원의 막을 내렸다.
2021년 3월 16일 밤 12시부로 이후 5년 만에 또 다시 부활된다. 시간대는 파워FM 방송 시절처럼 매일 밤 12시에서 2시까지 방송된다. 2025년 7월 7일 자로 26년만에 폐지되었다. 후속으로 심야방송반이 방송된다.

## 역대 방송시간
| 방송 채널  | 방송 기간                         | 방송 시간                    |
| ---------- | --------------------------------- | ---------------------------- |
| SBS 파워FM | 1999년 9월 11일 ~ 2000년 11월 7일 | 매일 새벽 1:00 ~ 새벽 3:00   |
| SBS 파워FM | 2000년 11월 8일 ~ 2007년 4월 15일 | 매일 밤 12:00 ~ 새벽 2:00    |
| SBS 파워FM | 2007년 11월 5일 ~ 2011년 4월 3일  | 매일 밤 12:00 ~ 새벽 2:00    |
| SBS 러브FM | 2013년 7월 1일 ~ 2016년 3월 26일  | 월~토요일 밤 8:30 ~ 밤 10:00 |
| SBS 러브FM | 2021년 3월 16일 ~ 2025년 7월 7일  | 매일 밤 12:00 ~ 새벽 2:00    |

## 지역 방송국 프로그램
| 방송 채널  | 방송 권역           | 프로그램                   | 방송 시간                    |
| ---------- | ------------------- | -------------------------- | ---------------------------- |
| KNN 러브FM | 부산광역시 경상남도 | 오희주의 라디오라떼 스페셜 | 매주 주말 밤 12시 ~ 새벽 2시 |

## 역대 DJ

### SBS 파워FM
- 1999년 9월 11일 ~ 2006년 10월 19일, 2007년 11월 5일 ~ 2010년 3월 28일 : 정지영 前 아나운서
- 2006년 10월 20일 ~ 2007년 4월 15일 : 정미선 아나운서
- 2010년 3월 29일 ~ 2011년 4월 3일 : 배우 정가은

### SBS 러브FM
- 2013년 7월 1일 ~ 2015년 5월 1일, 2021년 3월 16일 ~ 2025년 7월 7일 : 박은경 아나운서
- 2015년 5월 4일 ~ 2015년 7월 17일 : 최영주 아나운서
- 2015년 7월 20일 ~ 2016년 3월 25일 : 송경희 PD

## 관련 기사
1. ↑  유성운, 남원상 (2006년 10월 12일). “베스트셀러 마시멜로 이야기 '대리번역' 의혹”. 동아일보.
2. ↑  조성현 (2007년 3월 2일). “대리번역 '마시멜로‥' 출판사 무혐의”. 연합뉴스.
3. ↑  강선애 (2021년 3월 11일). “박은경 '스위트 뮤직박스' 부활…故 김태욱 '기분 좋은 밤' 후속”. SBS 연예뉴스.